# Keqiao
Keqiao léase Ke-Chiáo (en chino simplificado, 柯桥区; pinyin, Kēqiáo qū) es un distrito urbano bajo la administración directa de la ciudad-prefectura de Shaoxing. Se ubica en la provincia de Zhejiang, este de la República Popular China. Su área es de 1066 km² y su población total para 2010 superó el millón de habitantes.
En octubre de 2013, el Consejo de Estado aprobó la revocación del condado de Shaoxing (绍兴县), la ciudad fue renombrada como Keqiao y nivelada a distrito.

## Administración
El distrito de Keqiao se divide en 16 pueblos que se administran en 11 subdistritos y 5 poblados.